# Ropidera
Ropidera (parfois francisé en Ropidère ou Roupidère) est un lieu-dit situé sur le plateau de Ropidera, à Rodès, dans les Pyrénées-Orientales. Ropidera a été au Moyen Âge un village, aujourd'hui abandonné et en ruines. Son église était l'église Saint-Félix de Ropidera.

## Géographie
Le plateau de Ropidera fait partie des contreforts orientaux des Pyrénées, dans une région charnière entre les montagnes pyrénéennes et la plaine du Roussillon méditerranéenne. Il surplombe la vallée de la Têt, sur sa rive gauche, peu avant que ce fleuve débouche sur la plaine du Roussillon. Il est entièrement situé sur la commune de Rodès, dont il constitue environ la moitié du territoire. Le village de Rodès est situé au bord de la Têt, le reste de la commune se situant sur la rive droite.

## Toponymie
La toponymie de Ropidera reflète son histoire et sa géologie. Les noms romans Rupidaria, Ropidaria et Rupidera, qui deviendront Ropidera, apparaissent au Xe siècle et XIe siècle, avec le développement du village. Ils sont issus du mot latin Rupes qui signifie rocher, auquel ont été accolés deux suffixes : -itu qui est un diminutif et -aria un collectif. L'ensemble signifie « lieu parsemé de petits rochers ».
Après son abandon, le lieu est désigné en catalan comme Les Cases de Ropidera (les maisons de Ropidera), ce qui acte le fait qu'il ne s'agit plus d'un village vivant mais d'un lieu abandonné où se trouvent d'anciennes maisons, qui étaient peut-être à l'époque encore utilisées comme abri lors de travaux agricoles, mais n'étaient plus habitées de façon permanente.
En 1321, Pèire Maury interrogé par l'Inquisition déclare avoir côtoyé un certain Petrus de Ropidiera, originaire de ce lieu "en Fenouillèdes".

## Démographie
La population est exprimée en nombre de feux (f).
| 1359 | 1378 | 1515 | 1553 |
| ---- | ---- | ---- | ---- |
| 8 f  | 1 f  | 1 f  | 2 f  |